# Hirão I
Hirão ou Hiram (Fenício: 𐤇𐤓𐤌 Ḥirōm "meu irmão é exaltado"; Hebraico: חִירָם,‎ Ḥīrām, Árabe moderno: حيرام; também traduzido como Hirom ou Huram), foi o segundo rei de Tiro no período de Davi e Salomão, segundo relatos bíblicos de II Samuel 5:11. Era filho de Abibaal.

## História
Quando Davi foi constituído rei de Israel, na idade de trinta e um anos, Hirão enviou mensageiros com madeira de cedro, carpinteiros e pedreiros que edificaram a Davi uma casa.
Já no período do reinado de Salomão, Hirão manteve boas relações comerciais com Israel, e, em acordo comercial com Salomão, recebeu várias cidades em troca da provisão de ouro e pela madeira de cedro e cipreste que serviu para a construção do Templo de Salomão.
As vinte cidades que Salomão deu a Hirão não o agradaram. Por esta razão, interpelou a Salomão: Que cidade são estas que me deste, irmão meu?
A forma como Hirão interpelou Salomão reflete o significado do seu nome e o tipo de relação que mantinham esses dois personagens bíblicos. "Hirão é a forma abreviada de Airão, “irmão dum poderoso”".
As cidades, por serem arenosas e improdutivas, foram denominadas Terra de Cabul. A terra, após vinte anos, foi restituída a Salomão e reconstruída para os israelitas.
Wiersbe escreve que Salomão já possuía 3400 toneladas de ouro antes de começar a construir o templo, e considera uma surpresa tal empréstimo de 120 talentos (4 toneladas e meia) de ouro, e oferece a explicação:
“todo o ouro, prata e materiais para o templo inventariado - I Crônicas 22:28-29 - eram consagrados ao Senhor, de modo que não poderiam ser usados para qualquer outra construção. Isso significa que Salomão precisou de ouro para a construção do “palácio”, talvez para os escudos de ouro, de modo que tomou emprestado de Hirão, dando-lhe vinte cidades como garantia. Essas cidades ficavam em localização conveniente, na fronteira da Fenícia com a Galileia.”
As escrituras também se referem a outro Hirão, mais precisamente Hirão-Abi, um sábio artífice, filho de uma judia, da tribo de Dã, com um homem de Tiro. No mesmo período da construção do Templo, Salomão mandou mensagem para trazer Hirão-Abi para fazer toda a obra de cobre, e para ser artífice nas obras do templo.
Ellen G. White, escreveu a respeito desse artífice, referindo-se à utilização de um apóstata na construção do templo:
O rei fenício respondeu mandando Hirão-Abi, "um homem hábil, de entendimento, . . . filho de uma mulher das filhas de Dã, e cujo pai foi homem de Tiro." 2 Crônicas 2:13 e 14. Este mestre entre os artífices, Hirão-Abi, era descendente, pelo lado de sua mãe, de Aoliabe, a quem, centenas de anos antes, Deus dotara de sabedoria especial para a construção do tabernáculo. Assim, à frente do grupo de artífices de Salomão, foi colocado um homem não santificado, que exigiu vultosa remuneração por sua habilidade fora do comum.
Os esforços de Hirão-Abi não foram motivados pelo desejo de prestar a Deus seus melhores serviços. (...)

## Hirão segundo a visão maçônica
A visão sobre Hirão-Abi, segundo os escritos maçônicos, é oposta a de Ellen White. É neste período e personagem que surge uma das mais significativas crenças maçônicas sobre seu mestre Salvador Hirão-Abi.
Na Lenda de Hirão-Abi, no ritual do terceiro grau, Hirão-Abi é abordado três vezes para revelar o segredo de um Mestre Maçom, no projeto do Templo, senão perderá sua vida. Por duas vezes Hirão-Abi recusa com a frase: "Perco minha vida, mas não revelo os segredos", e por essa recusa é ferido. Na terceira vez, negando novamente os segredos a um terceiro enviado para obtê-los, Hirão-Abi é morto. No dia seguinte, Salomão envia um grupo para investigar e descobrir a respeito de Hirão-Abi. Quando Hirão-Abi é encontrado, ressuscita da sepultura.
Finalmente, então, meus irmãos, imitemos nosso Grande Mestre, Hirão-Abi, em sua conduta virtuosa, sua piedade genuína a Deus, em sua inflexível fidelidade ao que lhe está confiado, para que, como ele, possamos receber o severo tirano, a Morte, e recebê-lo como um gentil mensageiro enviado por nosso Supremo Grande Mestre, para nos transportar desta imperfeita para perfeita, gloriosa e celestial Loja lá em cima, em que o Supremo Arquiteto do Universo preside.
Lynn Perkins escreve:
Portanto, a Maçonaria ensina que a redenção e salvação são ambos o poder e a responsabilidade do maçom individual. Salvadores como Hirão-Abi podem me mostram o caminho, mas os homens precisam sempre seguir e demonstrar, cada um por si, seu poder de salvar a si mesmos.
Albert Mackey esclarece sobre o significado da Lenda de Hirão-Abi:
...ensinar a imortalidade da alma. Esse ainda é o principal propósito do terceiro grau da Maçonaria. Esse é o escopo e objetivo do seu ritual. O Mestre maçom representa o homem, quando jovem, quando adulto, quando velho, e a vida que passa como sombras efêmeras, porém ressuscitado do túmulo da iniquidade, e despertado para uma outra e melhor existência. Por sua lenda e por todo seu ritual, é implícito que fomos redimidos da morte do pecado (...) o Mestre Maçom representa um homem salvo do túmulo da iniquidade, e ressuscitado para a fé da salvação.